# All-American Comics
All-American Comics est un comic book dont les 102 numéros ont été publiés entre 1939 et 1948 par All-American Publications puis National Comics Publications, deux maisons d'éditions à l'origine de DC Comics. De nombreux personnages connus  de l'univers DC comme Green Lantern, The Atom ou le super-héros parodique Red Tornado y ont fait leurs premières apparitions.
Quoique principalement consacré aux histoires de super-héros, All-American Comics contenait également sous la pression de Gaines des comic strips, comme Mutt and Jeff de Bud Fisher, et des histoires complètes dans des genres variés, comme le western (Johnny Thunder) ou l'aviation (Hop Harrigan).

## Histoire éditoriale
All-American Comics est lancé en 1939 par la maison d'édition américaine All-American Publications, un partenariat entre l'éditeur pionnier du comic book Max Gaines et le copropriétaire de National Allied Publications Jack Liebowitz qui désirait lancer de nouveaux titres. Les deux maisons d'éditions fusionnent en 1946, mais dès avant cette date les deux sociétés théoriquement indépendantes utilisaient fréquemment des personnages de l'une ou de l'autre dans leurs titres. En 1946, Gaines met fin à son partenariat avec Liebowitz pour créer EC Comics ; All-American Comics continue durant deux années avec un contenu similaire avant de changer de nom et de se spécialiser en All-American Western (en) (1948-1952) puis All-American Men of War (en) (1952-1968).
Édité par Sheldon Mayer, All-American Comics avait la particularité de travailler directement avec des auteurs en indépendant, alors que la plupart des comic books de l'époque achetaient leur contenu à des studios. Cela permettait au magazine de publier des auteurs de qualité, comme Alex Toth, Joe Kubert, Ross Andru ou les scénaristes Gardner Fox et Robert Kanigher.